# Abbaye Saint-Vincent de Nieul-sur-l'Autise
Pour les articles homonymes, voir Abbaye Saint-Vincent.
L'abbaye Saint-Vincent de Nieul-sur-l'Autise est une ancienne abbaye romane située en France dans le Poitou.

## Histoire
L'abbaye est fondée par Airaud Gassedenier, l'un des fidèles de Guillaume VIII d'Aquitaine,,,. La fondation de cette abbaye est connue par la chronique de Saint-Maixent : « L'an 1069 débuta la construction [...] de l'abbaye Saint-Vincent qu'on appelle Nieul » en français. L'abbaye accueille initialement une communauté de chanoines réguliers de saint Augustin. Ils sont chargés d'assainir le marais poitevin.
La fondation de l'abbaye est confirmée par le comte-duc en 1076 dans la résidence d'Airaud Gassedenier à Vouvant,,,.
Déclarée abbaye royale en 1141 par le roi Louis VII, époux d'Aliénor d'Aquitaine depuis 1137, l'ensemble est largement ruiné en 1568 lors des guerres de Religion. Nous devons en partie sa sauvegarde et sa restauration à Prosper Mérimée, impressionné par ce qui restait de l'ensemble « roman poitevin ».

## Église abbatiale
L'église comporte deux clochers, l'un au-dessus du transept et l'autre au-dessus de la façade occidentale. La nef est voûtée d'un berceau renforcé de puissants doubleaux sur colonnes géminées. Les piliers montrent, avec le temps, un faible affaissement.

## Le cloître
Le cloître roman est resté pratiquement intact. Le portail roman est surplombé d'un clocher du XIXe siècle qui modifie fortement la silhouette initiale de la façade.

## Abbés
Abbés réguliers
Abbés commendataires
- 1693 - 1724 : Balthazar Phélypeaux (v.1673-1724), fils de Balthazar Phélypeaux de Châteauneuf, et de Marie Marguerite de Fourcy, il est chanoine régulier de Saint-Augustin de la congrégation de Sainte-Geneviève. Il est mort le 29 novembre 1724 à l'abbaye Notre-Dame du Val-des-Écoliers de Verbiesles.

## Sépultures
Aénor de Châtellerault, mère d'Aliénor d'Aquitaine, y est inhumée,.

## Une rénovation contemporaine
En 2000, l'abbaye a été rénovée pour devenir un musée. Le tuffeau originel des murs cohabite désormais avec des matériaux modernes tels que l'acier et le verre.

## Galerie

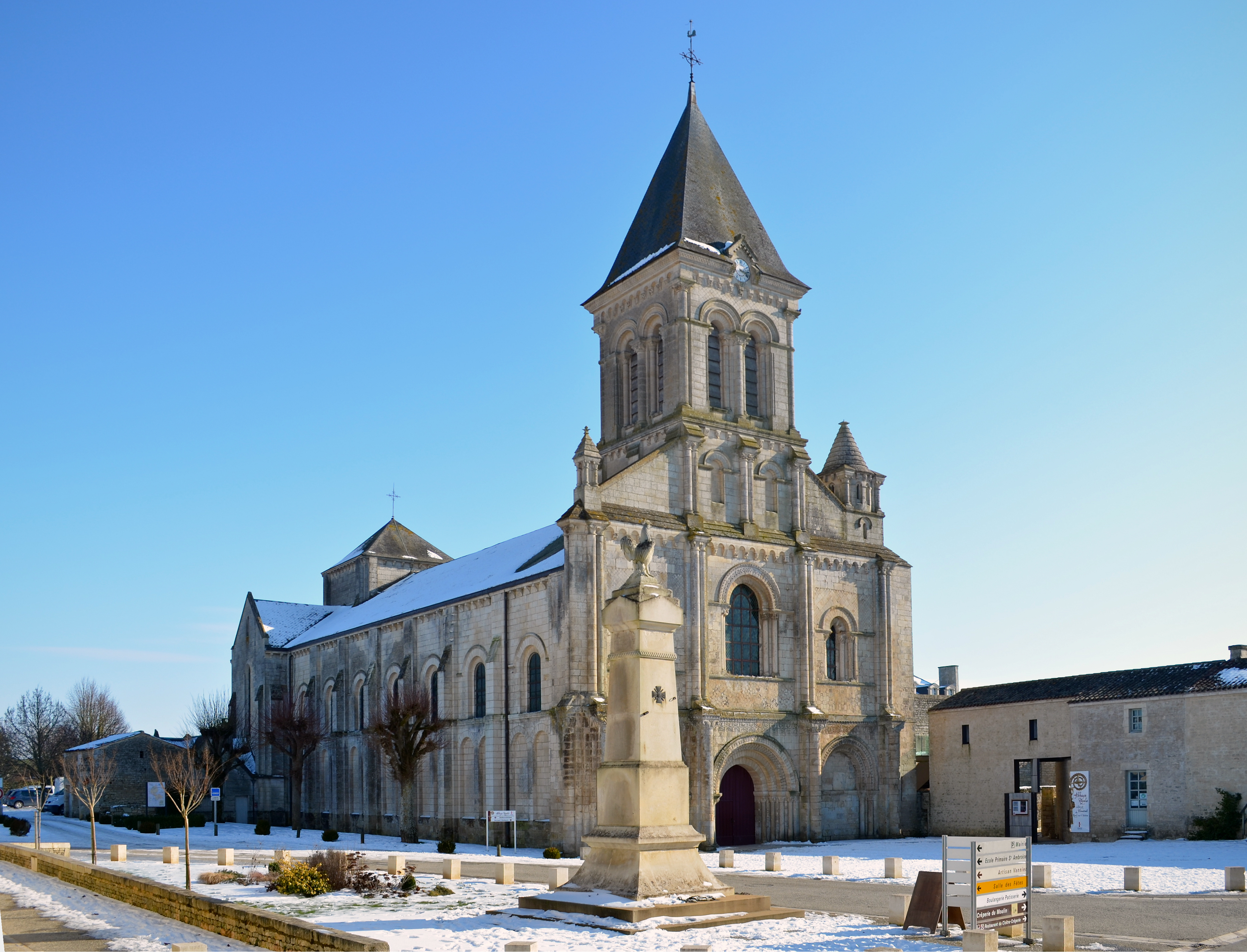
L'église au portail roman et au clocher du XIXe siècle.
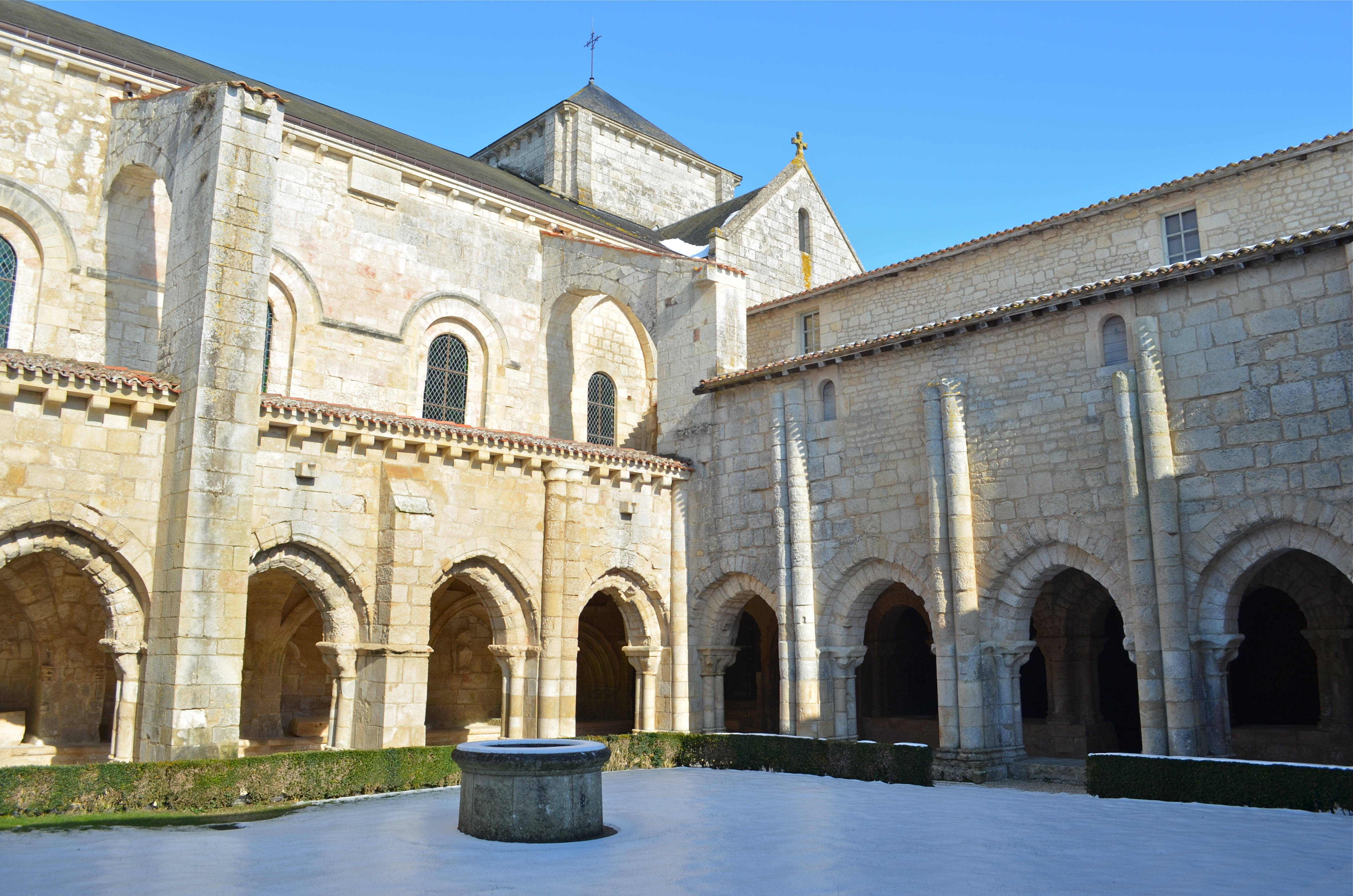
Le cloître.
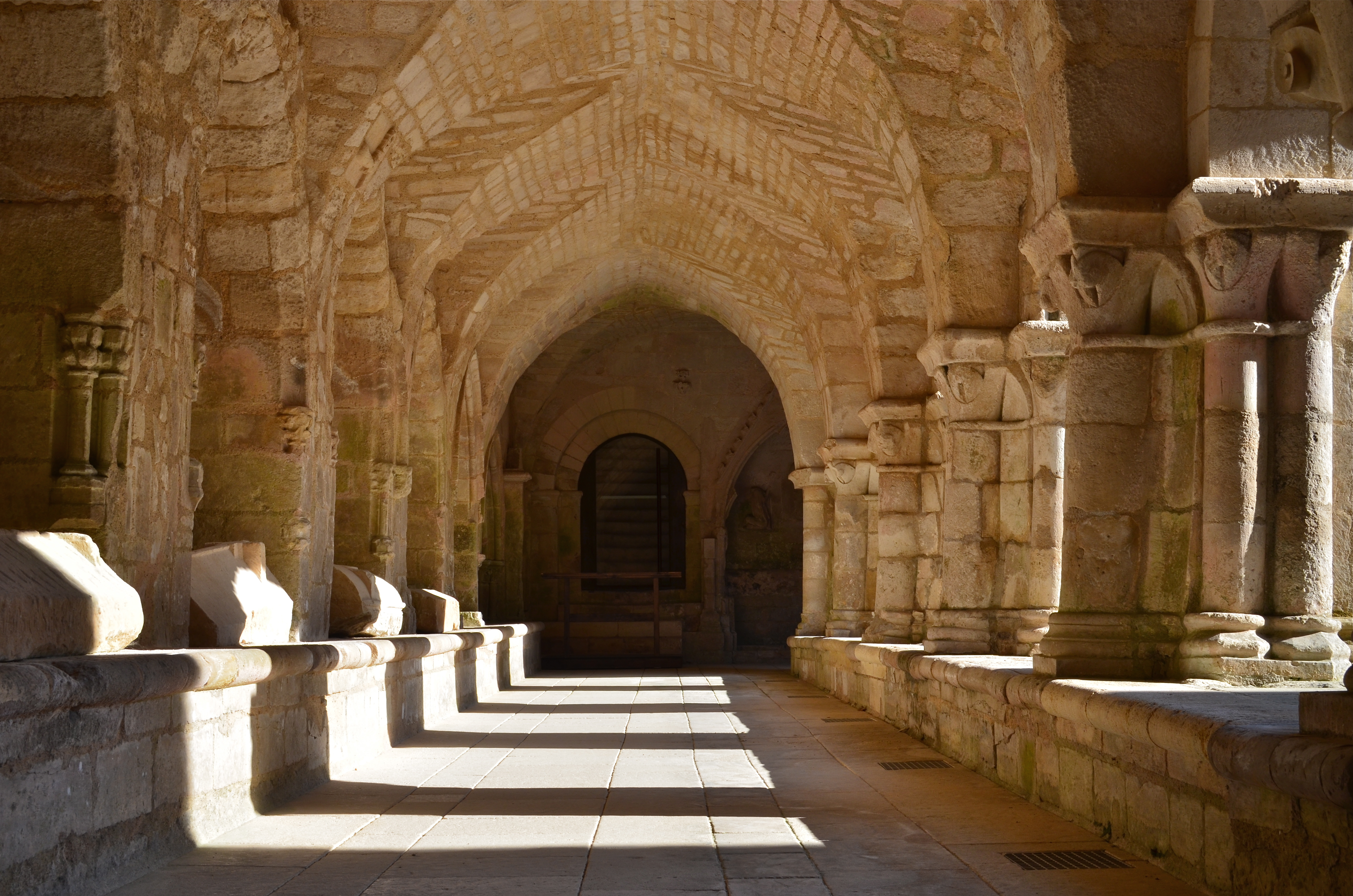
Le cloître.
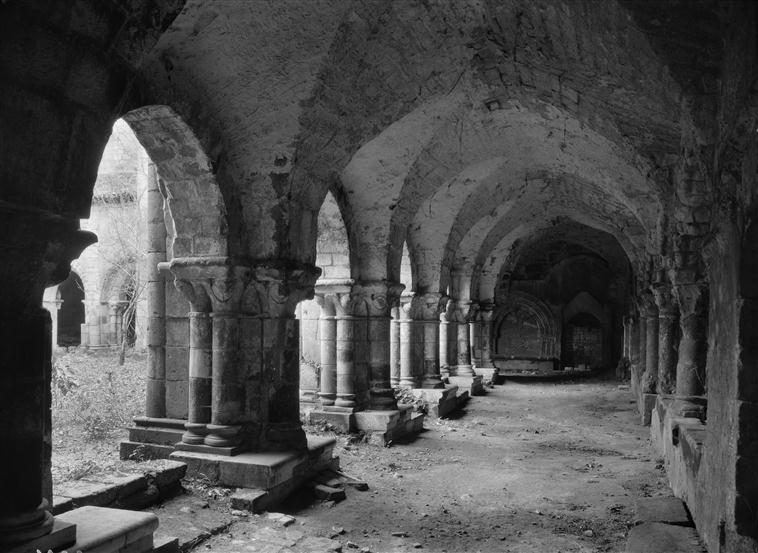
Le cloître par Georges-Louis Arlaud.
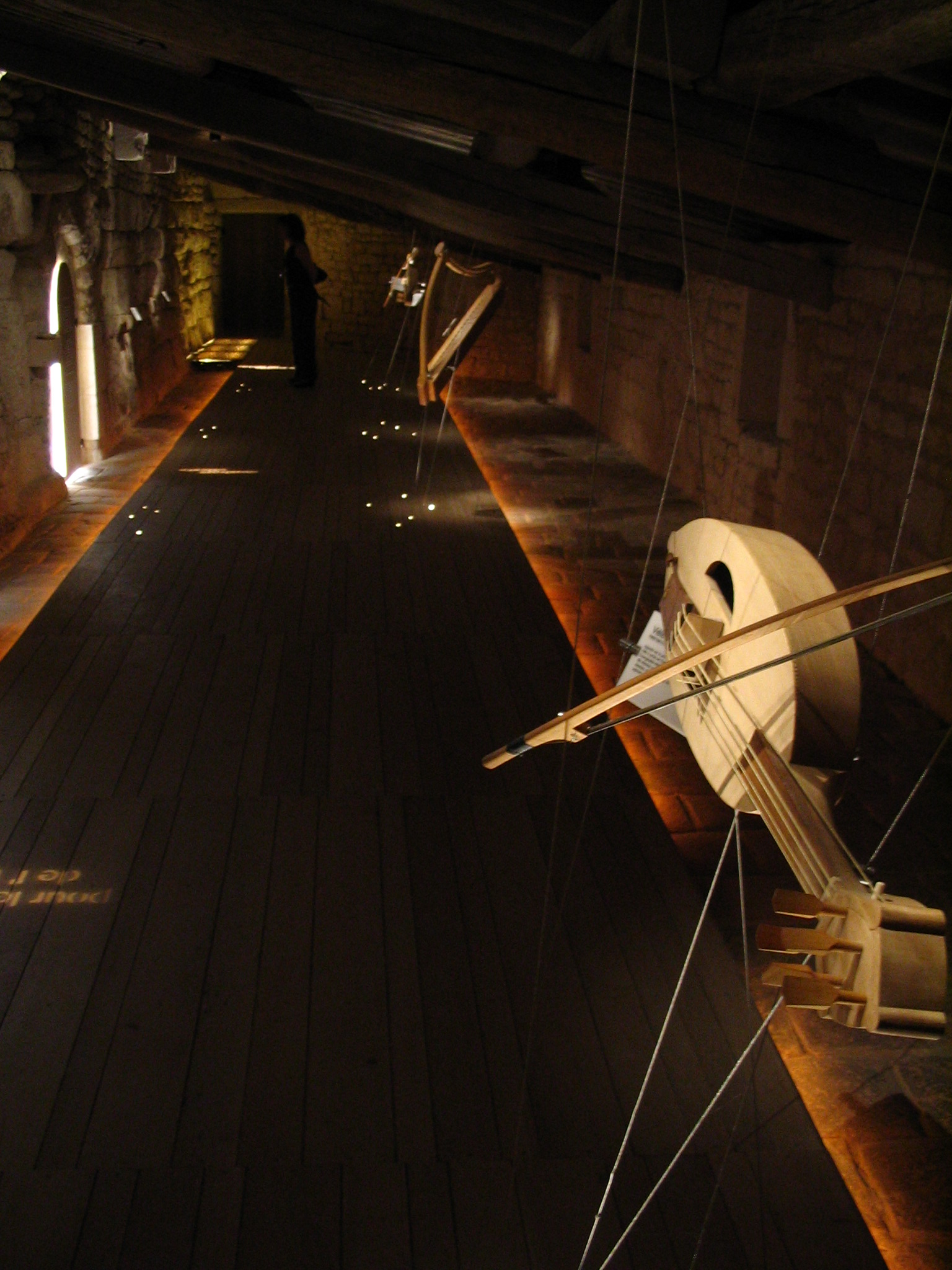
Salle des instruments anciens.
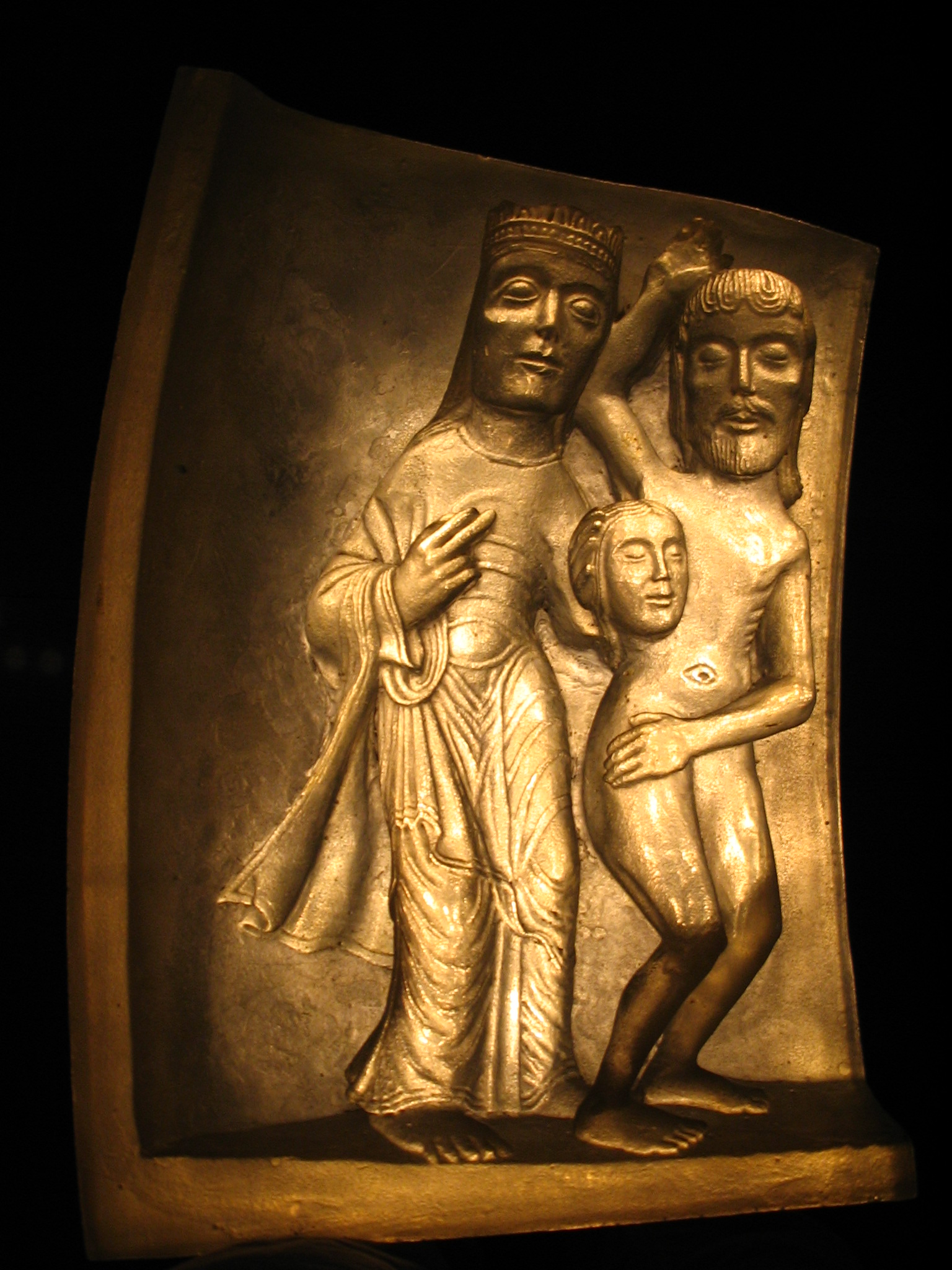
Salle des chapiteaux (détail).
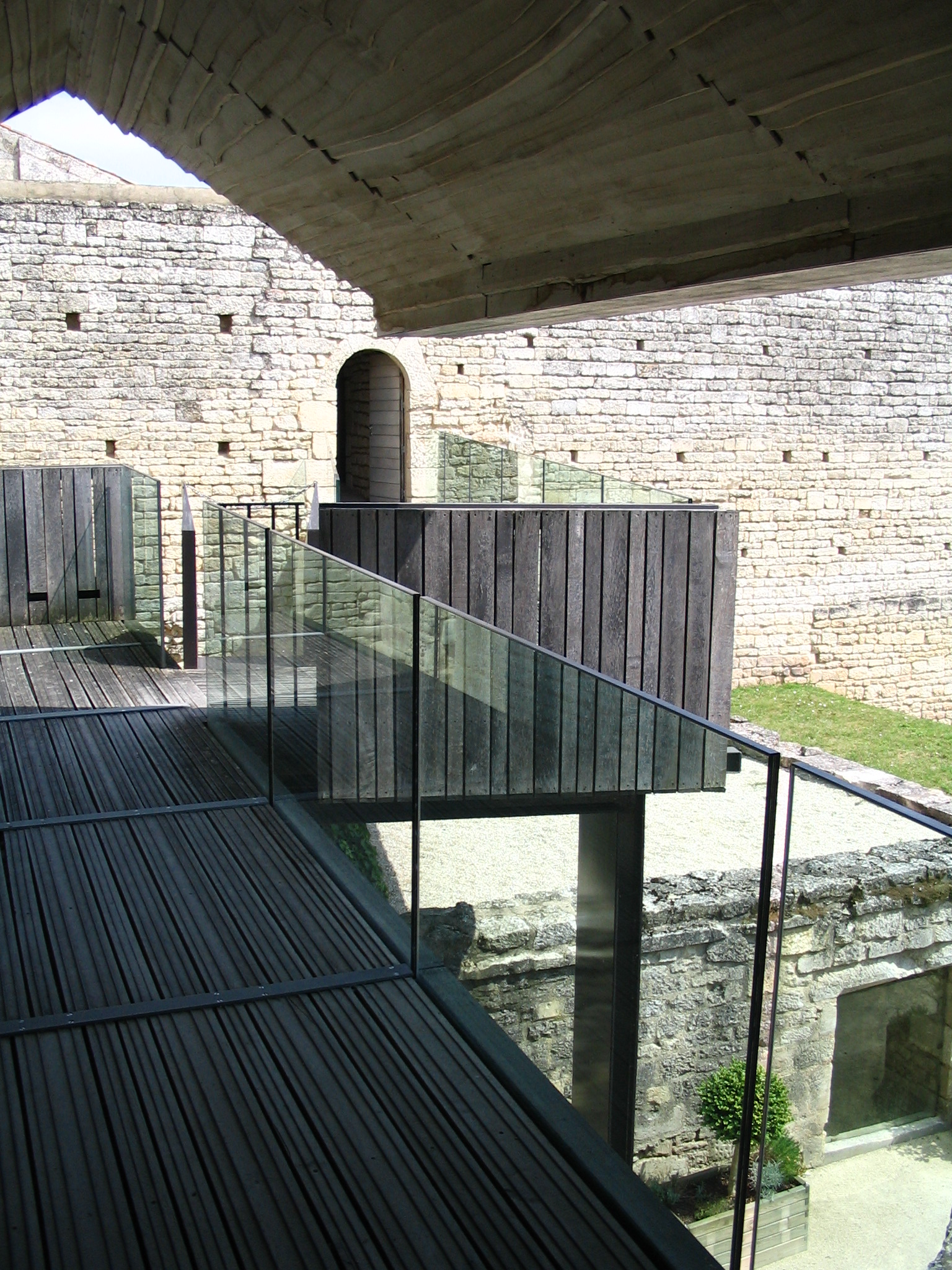
Passerelle d'accès à l'abbaye.
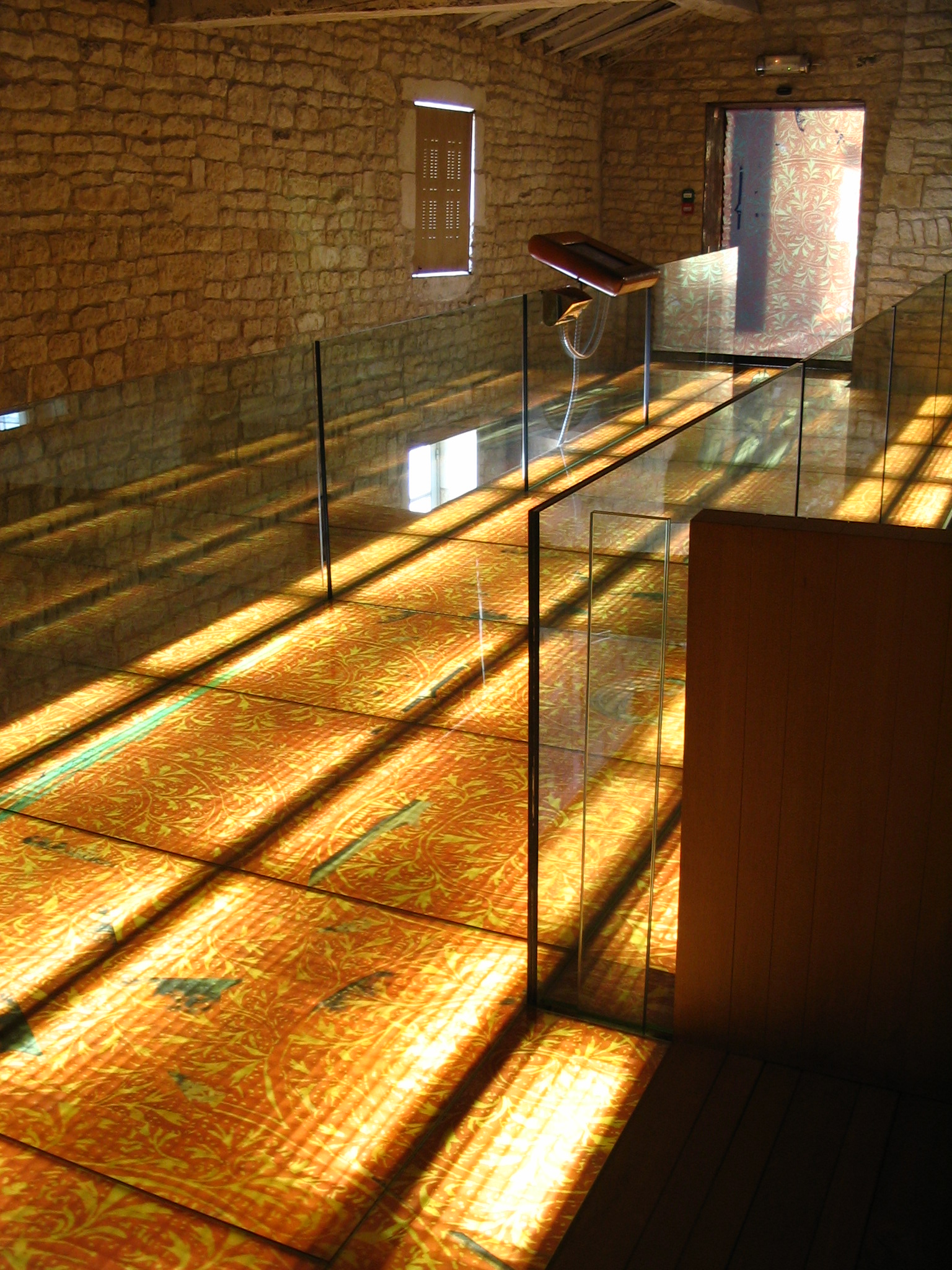
Salle du musée.
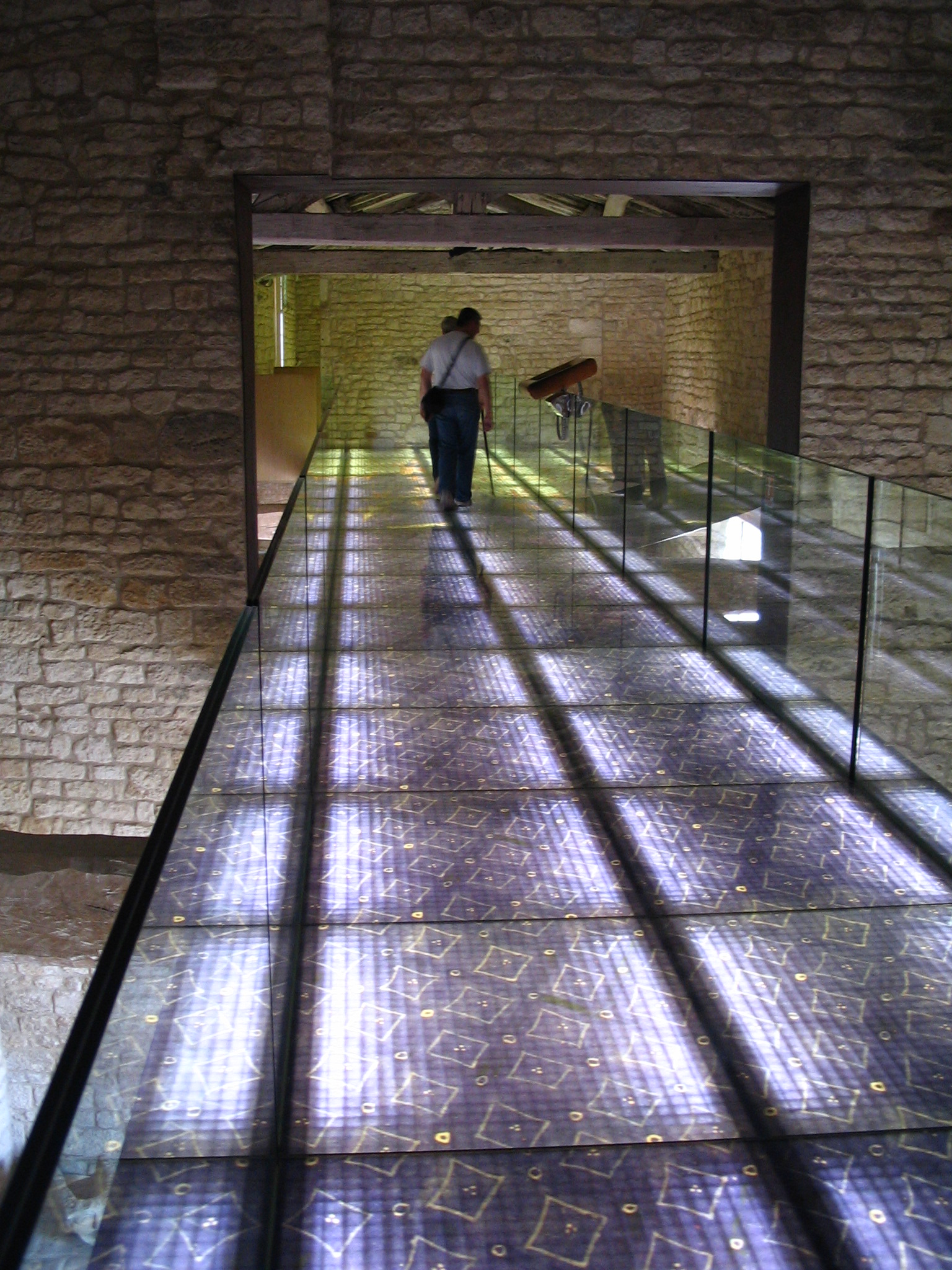
Sérigraphie lumineuse.
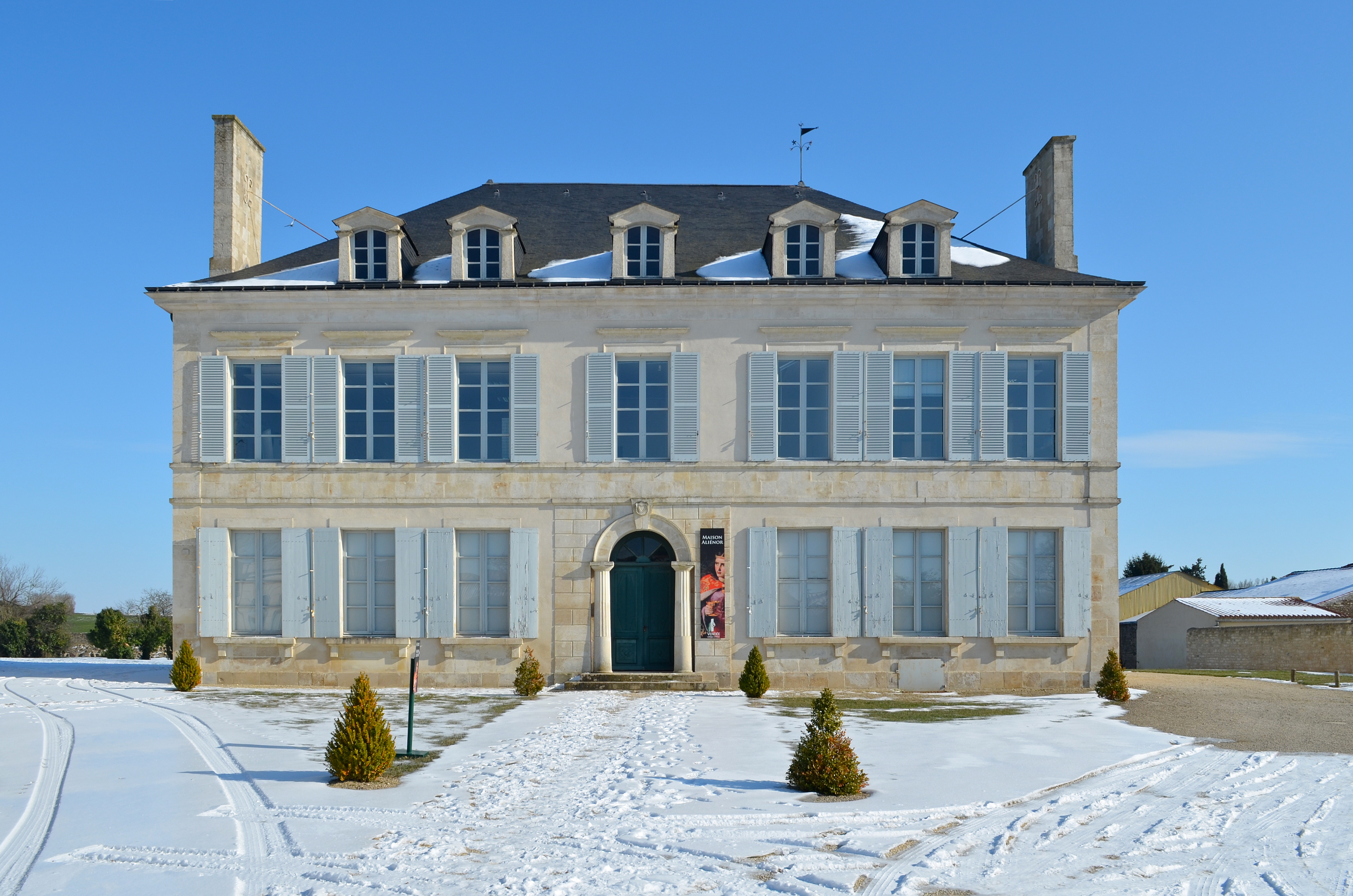
Maison Aliénor.